# Condado de Lesko
Nota linguística: Não confundir hrabstwo (condado) com powiat (divisão administrativa)..
Lesko (polaco: powiat leski) é um powiat (condado) da Polónia, na voivodia de Subcarpácia. A sede é a cidade de Lesko. Estende-se por uma área de 834,86 km², com 26 579 habitantes, segundo os censos de 2005, com uma densidade 31,84 hab/km².

## Demografia
População (dados de 30 de Junho de 2005):
|          | Total   | Total | Mulheres | Mulheres | Homens  | Homens |
| -------- | ------- | ----- | -------- | -------- | ------- | ------ |
|          | pessoas | %     | pessoas  | %        | pessoas | %      |
| Total    | 26 579  | 100   | 13 247   | 49,8     | 13 332  | 50,2   |
| Cidades  | 5843    | 100   | 3018     | 51,7     | 2825    | 48,3   |
| Povoados | 20 736  | 100   | 10 229   | 49,3     | 10 507  | 50,7   |